# Riedböcke
Die Riedböcke (Redunca) sind eine Gattung afrikanischer Hornträger (Bovidae), die nahe mit den Wasserböcken verwandt sind. Die Gattung umfasst neun Arten.

## Merkmale
Riedböcke erreichen eine Kopfrumpflänge von 1,1 bis 1,6 Metern, eine Schulterhöhe von 60 bis 105 Zentimeter und ein Gewicht von 20 bis 95 Kilogramm. Ihre Fellfärbung variiert an der Oberseite von hellbraun bis grau, die Unterseite ist weiß, ebenso die Unterseite des kurzen, buschigen Schwanzes. Nur die Männchen haben Hörner, diese sind 20 bis 40 Zentimeter lang, aufwärts gebogen und an der Spitze nach vorne gerichtet.

## Verbreitung und Lebensraum
Riedböcke sind in Afrika südlich der Sahara beheimatet, ihr Verbreitungsgebiet reicht vom Senegal und Äthiopien bis Südafrika. Ihr Lebensraum sind vorwiegend Savannen und lichte Wälder.

## Lebensweise
Riedböcke halten sich meist nahe beim Wasser auf und sind beispielsweise oft in Schilfgürteln zu finden. Allerdings können sie nicht gut schwimmen. Sie sind vorwiegend dämmerungs- und nachtaktiv. Die Nahrung dieser Tiere besteht aus Gräsern.
Über das Sozialverhalten gibt es unterschiedliche Angaben. Männchen leben oft einzelgängerisch, ihr Territorium überlappt sich mit dem von einem bis fünf Weibchen; manchmal findet man sie auch paarweise. Während der Trockenzeit kann es auch zur Bildung größerer Gruppen von bis zu 20 Tieren kommen.

## Fortpflanzung
Die Paarung kann das ganze Jahr über erfolgen, nur im Süden ihres Verbreitungsgebietes fallen die meisten Geburten zwischen Dezember und Mai. Nach einer sieben- bis achtmonatigen Tragzeit bringt das Weibchen in der Regel ein einzelnes Jungtier zur Welt. Zur Geburt sondert es sich ab und zieht das Neugeborene in den ersten Monaten allein groß. Die Geschlechtsreife tritt mit neun bis 24 Monaten ein.

## Gefährdung
Die Bejagung stellt die Hauptgefahr für die Riedböcke dar. Zwar sind sie gebietsweise selten geworden, insgesamt ist aber keine der drei Arten bedroht.

## Systematik
Die nächsten Verwandten der Riedböcke sind die ebenfalls ans Wasser gebundenen Wasserböcke. Gemeinsam mit diesen und der Rehantilope bilden sie die Tribus der Reduncini innerhalb der Familie der Hornträger (Bovidae).
Traditionell wurden drei Arten innerhalb der Gattung unterschieden: Großer Riedbock, Bergriedbock und Gemeiner Riedbock. In einer Bearbeitung von 2011 haben die Zoologen Colin Groves und Peter Grubb diese in neun Arten aufgespalten. Als Anhänger des phylogenetischen Artkonzepts erhoben sie alle Populationen in den Artrang, bei denen es ihnen gelungen war, morphologische Unterschiede auszumachen. Die meisten dieser Populationen waren bei Forschern, die dem biologischen Artkonzept anhängen, als Unterarten gefasst worden. Im vielfach als verbindlich angesehenen Handbook of the Mammals of the World (von Colin Groves mit herausgegeben) wurde diese Einteilung in neun Arten übernommen, allerdings folgen nicht alle Autoren diesem Konzept. Nach Groves und Grubb werden folgende neun Arten unterschieden:
- Redunca redunca-Gruppe

- Großer Riedbock (Redunca arundinum (Boddaert, 1785))
- Bohor-Riedbock (Redunca bohor Rüppell, 1842)
- Sudan-Riedbock (Redunca cottoni (Rothschild, 1902))
- Tschad-Riedbock (Redunca nigeriensis (Blaine, 1913))
- Sambia-Riedbock (Redunca occidentalis (Rothschild, 1907))
- Gemeiner Riedbock oder Senegal-Riedbock (Redunca redunca (Pallas, 1767))

- Redunca fulvorufula-Gruppe

- Adamaoua-Riedbock (Redunca adamauae Pfeffer, 1962)
- Ostafrika-Bergriedbock (Redunca chanleri (Rothschild, 1895))
- Bergriedbock oder Südlicher Bergriedbock (Redunca fulvorufula (Afzelius, 1815))